# ANTI-HERO
「ANTI-HERO」（アンタイ・ヒーロー）は、日本のバンド・SEKAI NO OWARIのメジャー8作目、通算10作目のシングル。

## 概要
- 前作「Dragon Night」から約9ヶ月ぶりのシングル。
- 表題曲は三浦春馬主演の映画『進撃の巨人 ATTACK ON TITAN』の主題歌に使用された[1]。前作に引き続き映画主題歌を手掛けており通算4作目となる[注 1]。
- ジャケットが異なる初回限定盤Aと初回限定盤B、通常盤の3形態で発売された。初回限定盤Aには特典として表題曲のミュージック・ビデオとメイキング映像を、初回限定盤Bには2014年10月4日に富士急ハイランドで行われた『TOKYO FANTASY』から「炎と森のカーニバル」「アースチャイルド」「スターライトパレード」「深い森」のライブ映像を収録したDVDが同梱された[2]。

## 収録曲
1. ANTI-HERO [3:35]
作詞：Fukase
英補作詞：Nelson Babin-coy
作曲：Nakajin
編曲：SEKAI NO OWARI、Dan the Automator
共同サウンドプロデューサーにダン・ジ・オートメイターを、ボーカルプロデューサーにエミリー・ライトを迎えて制作され、前作に引き続きアメリカでレコーディングされた、全編英語詞による楽曲。
Fukaseによると「今までは日本語が曲に収まらない場合はナシとしていたが、タイアップ先の映画が世界でも上映されることを見込んで全編英語詞にした」という。歌詞のテーマは悪役のラブソングで、大切な人を守るときに、世間を気にせずに躊躇いたくないという気持ちから、早朝にベランダで30分ぐらいで書いたとのこと。また、Nakajinは「今までより音数を少なくし、重厚なリズムで立体的になるようにした」と語っている[1][3]。
ミュージック・ビデオは「RPG」「スノーマジックファンタジー」「炎と森のカーニバル」を手掛けた田向潤が監督を務め、料理をテーマに制作された。幽霊屋敷を彷彿させる洋館を舞台に、メンバーによる飲食シーンと演奏シーンが交錯。寿司職人やシェフ、中華料理人がダンサーに扮して出演している[4]。
2. Home [3:54]
作詞：Fukase
作曲：Nakajin
編曲：SEKAI NO OWARI
デビュー前から共に活動を続けてきたデザイナーの結婚式のために書き下ろされた楽曲[5]。
3. ムーンライトステーション -REMIXED BY DUX CONTENT FROM LONDON- [3:48]
作詞・作曲：Fukase
リミックス：Dux Content

## 参加ミュージシャン
SEKAI NO OWARI
- Fukase：Vocal & Backing Vocal (#1)
- Nakajin：Acoustic Guitar & Electric Guitar & Percussion & Programming (#1)
- Saori：Piano (#1)
- DJ LOVE：DJ

Additional Musician
- Dan the Automator：Sound Produced (#1)
- エミリー・ライト：Vocal Produced (#1)
- 高桑秋朝：Vocal Edit (#1)

## タイアップ
- 東宝配給映画『進撃の巨人 ATTACK ON TITAN』主題歌 (#1)
- フジテレビジョン放送バラエティ番組『何か“オモシロいコト”ないの?』主題歌 (#1)

## 収録アルバム
- Eye (#1)
- SEKAI NO OWARI 2010-2019 (#1)

## 音楽ゲームへの収録
- KONAMIの『jubeat』シリーズ「jubeat Qubell」に「ANTI-HERO」が収録された[6]。
- バンダイナムコの『太鼓の達人』シリーズにて「ANTI-HERO」が2015年12月10日に「太鼓の達人ホワイトVer.」から前作「Dragon Night」に続いて本人音源で収録され、スマホアプリ版にも収録された。その後、アーケード版では「ブルーVer.」稼働中の2018年11月21日に削除され、スマホアプリ版を除いてプレイ出来なくなった。なお、この楽曲ではタイアップ作品名は表示されない。